# Sin (cómic)
Sin (Sinthea Schmidt) es un personaje que aparece en los cómics publicados por Marvel Comics. Fue creada por el escritor J. M. DeMatteis y el artista Paul Neary, apareciendo por primera vez en Captain America #290 (febrero de 1984). Se le presenta como una supervillana, hija del Cráneo Rojo y enemiga del Capitán América.

## Historial de publicación
El personaje apareció por primera vez como Madre Superior en Captain America vol.1 # 290 (febrero de 1984) y fue creada por J. M. DeMatteis y Paul Neary.  Apareció por primera vez como Sin e integrante de las Hermanas del Pecado en Captain America #355 (julio-septiembre de 1989). Fue la principal antagonista del arco narrativo Fear Itself de 2011, después de tomar una apariencia similar al Cráneo Rojo en Captain America vol. 5 #16.

## Biografía ficticia
Buscando un heredero, el Cráneo Rojo tuvo una hija con una lavandera. La mujer murió en el parto y el Cráneo Rojo casi mató al bebé, enojado de que era una niña. Una de sus seguidores, Susan Scarbo, lo convenció de no hacerlo, diciéndole que criaría a la chica ella misma como su niñera. El Cráneo aceptó y dejó a la niña (ahora llamada Synthia) para ser criada por Scarbo, que la adoctrinó con las vistas del Cráneo como ella crecía. El Cráneo regresó cuando Synthia era una niña y la puso en una máquina que la había hecho crecer aceleradamente a la edad adulta y le dio poderes sobrehumanos.
Como Madre Superior, Synthia se convirtió en líder de un grupo llamado las "Hermanas del Pecado", las jóvenes huérfanas que fueron aceleradas en la edad adulta y habían obtenido poderes psiónicos por el Cráneo después de ser adoctrinados por Synthia. Las Hermanas del Pecado tendrían muchos enfrentamientos con el enemigo del Cráneo Rojo, Capitán América antes de que le saquen edad cuando entraron en una cámara diseñada para revertir el proceso de envejecimiento del Cráneo para atacar al Capitán América - que habían sufrido a través del proceso del Cráneo y se había convertido en ancianos - mientras que él la estaba usando para regresarse a sí mismo a la normalidad, y fueron revertidos a niños al mismo tiempo que el Capitán América fue restaurado (ella más tarde diría que la regresaron a la edad equivocada - pero si esto es verdad, y en qué dirección, no está claro).
Más tarde, la niñera de Synthia, Susan Scarbo (ahora llamada Madre Noche), reformó las Hermanas del Pecado y se convirtió en su nueva líder, mientras que Synthia con menos edad tomó el nombre de Hermana Sin.
Ella fue capturada más tarde por S.H.I.E.L.D. y llevado a sus instalaciones de reeducación, donde intentaron reprogramarla para ser una chica americana "normal" y le dieron recuerdos falsos en ese efecto. Más tarde, el Cráneo Rojo fue asesinado por el Soldado de Invierno bajo las órdenes de Aleksander Lukin, y uno de los secuaces del Cráneo, Calavera, irrumpió en las instalaciones, secuestró a Synthia y la torturó para romper el acondicionado de S.H.I.E.L.D. Después de haber tenido éxito, entró en una relación con él, y - con Synthia ahora llamada simplemente Sin - los dos se fueron en una matanza. Más tarde se reunió con El Cráneo, que ahora vive en la mente del General Lukin.
Como la primera parte del Plan Maestro del Cráneo, Sin se disfrazó de enfermera después de Civil War mientras Calavera tiró al Capitán América en el juzgado, a pesar de que significaba obedecer a su padre y abandonar a la Calavera a su suerte. Sin reveló entonces a Sharon Carter que Carter fue quién mato al Capitán América. Ahora, el líder de una nueva encarnación del Escuadrón Serpiente, Sin saca a Calavera de la cárcel. Más tarde es detenido nuevamente y Sin herida en un intento de irrumpir en el Capitolio. Posteriormente, Sin es enviada a asesinar a los candidatos presidenciales demócratas y republicanos, pero es arrestado por el Capitán América (Bucky Barnes). En Captain America: Reborn, Sin intenta ayudar a Norman Osborn a poner a su padre en el cuerpo de Steve Rogers; Sin embargo, ella está herida por la explosión del cuerpo mecánico de su padre y su cara está horriblemente cicatrizada.
Más tarde es visitada en prisión por el Barón Helmut Zemo para obtener información sobre Bucky. Algún tiempo después, el Hombre Supremo sacó a Sin de la prisión, tomando el lugar de Sin como el nuevo Cráneo Rojo. Ella entrega un video a los medios de comunicación registrado tres meses antes de la prueba de Bucky en la que declara que no le lavaron el cerebro, pero era un cómplice y con plena conciencia de sus actos. Ella junto con el Hombre Supremo es vista más tarde en la isla de Ellis en la que pretende explotar la Estatua de la Libertad con Falcon y Viuda Negra en ella, a menos que Bucky sea entregado a ella.
Durante la historia de Fear Itself, Sin (con la ayuda del Barón Zemo) descubre el martillo de Skadi y se convierte en Skadi con el fin de liberar a la Serpiente: Dios del Miedo de su prisión bajo el agua. Sin jura hacer lo que su padre no pudo hacer para conquistar el mundo. Ella tiene éxito en su misión de liberar a la Serpiente y luego prepara un ejército de nazis para tomar la Capital DC. Durante la lucha, Bucky, Halcón y la Viuda Negra trataron de luchar contra ella, pero ella era demasiado poderosa. A pesar de que obviamente eran superados, eligen acabar con ella de todos modos, pensando que sería heroico morir en la batalla que retirarse como cobardes. La pelea terminó con ella asesinando a Bucky Barnes (aún sirve como Capitán América). En la batalla final, Skadi lucha contra Steve Rogers. Thor le da a Rogers su martillo Mjolnir para que pueda compensar la pérdida de su escudo. Thor logra matar a la Serpiente y Odin quita a los Digno de sus martillos, causando que Sin pierda el poder de Skadi. Esto deja a Sin incapacitada.
Sin más, regresa como uno de los villanos que trabaja junto con el Barón Zemo como parte de un plan para esterilizar por la fuerza a la raza humana. Ella lucha contra el nuevo Capitán América (Sam Wilson) y aparentemente cae a la muerte después de negarse a permitir que el héroe la salve de una explosión.
Después de conocer al misterioso Kobik que fue creado a partir de un fragmento del Cubo Cósmico, la cara de Sin fue restaurada a la normalidad. Al final de la historia de Avengers: ¡Standoff!, Sin fue con el clon de Red Skull cuando restablece HYDRA con Calavera.
Cuando Jane Foster se ve obligada a renunciar a su papel en el Congreso de los Nueve Reinos por Cul Borrson, el retorcido dios intenta nominar a Sin como el nuevo representante de Midgard, pero Jane ya ha nombrado al agente de S.H.I.E.L.D., Roz Solomon como su reemplazo.
Durante la historia del Imperio Secreto, se muestra que Sin y Calavera están a cargo de una súper prisión que fue establecida por Hydra. Su súper prisión fue saqueada por el subterráneo en su misión de liberar a sus amigos cautivos.
Al enterarse de un futuro alternativo donde su padre se hizo cargo del mundo, Sin se alía con Miss Sinister y Mysterio, junto con las fuerzas de 'Neo-Hydra', con el objetivo de repetir la hazaña que condujo a esa victoria, en forma de Mysterio manipular a alguien, Viejo Logan en la versión original de los eventos, para atacar a otros héroes. Sin embargo, cuando Mysterio se entera de que los otros villanos planean matarlo una vez que sus esfuerzos han tenido éxito, se vuelve contra los otros villanos y traiciona su ubicación a un grupo de Vengadores, lo que obliga a Neo-Hydra a huir.

## Poderes y habilidades
Parece que Sin no tiene habilidades sobrehumanas, pero es entrenado por su padre, el Cráneo Rojo, a través del cual ella es una combatiente mano a mano experta y artista marcial. Ella también es muy hábil en armas de fuego y explosivos, y tiene un intelecto de alto nivel.
Como Madre Superior, Sin poseía una amplia gama de poderes sobrehumanos incluyendo telepatía, telequinesis, teletransporte e intangibilidad. Después de que fue desafectada, aparentemente perdió completamente estos poderes, a diferencia de las otras "Hermanas del Pecado", cuyos poderes fueron disminuidos pero no eliminados al desteñir. La razón de esta discrepancia nunca ha sido revelada.
Como poseedor del Martillo de Skadi, Sin como "Skadi" podía volar o propulsarse a través del agua a grandes velocidades. También podría liberar grandes cantidades de electricidad y energía del martillo y teletransportarse a otros lugares. El martillo también podría usarse como arma cuerpo a cuerpo de fuerza contundente o como un proyectil de lanzamiento. Ella eventualmente perdió estos poderes después de que el Martillo fue arrestado.

## En otros medios

### Televisión
- El papel de Dove Cameron en Agents de S.H.I.E.L.D. probablemente se basa en Sin, interpretando a una nieta de Red Skull. Su nombre es Ruby, con una camisa Skull, liderando un nuevo equipo de ex villanos de Hydra.

### Película
- En la película de bajo presupuesto de 1990 Capitán América, Sin es interpretada por la actriz Francesca Neri. Ella es a la vez la hija del Cráneo Rojo y la segunda al mando, pero es italiana en lugar de alemana, con su nombre cambiado a Valentina de Santis para reflejar esto.
- El coguionista de Iron Man 3 y el guionista y director de All Hail the King, Drew Pearce, mencionaron en una entrevista con Total Film haber visto a Sin en una posible película de Marvel One-Shot.[21]

### Videojuegos
- Sin aparece como un villano en el juego de Facebook Marvel: Avengers Alliance.
- Sin aparece como un villano en el juego Captain America: The Winter Soldier - El juego oficial.
- Sin aparece como un villano en el juego móvil Marvel Future Fight.